# G.722.1
G.722.1は ITU-T が勧告した広帯域音声符号化方式で、通常の電話インタフェースの2倍の帯域幅を持つ 50 Hz-7 kHz（サンプリング周波数 16kHz）の音声信号を 24 kbit/s、32 kbit/s に符号化できる。この規格は G.722 から派生したもので、G.722と同じ広帯域の音声をより低いビットレートで符号化できる。主にテレビ会議システムや VoIP 用に利用されている。
G.722.1の正式な名称はLow-complexity coding at 24 and 32 kbit/s for hands-free operation in systems with low frame loss（低フレーム消失のシステムにおけるハンズフリー用途向け24および32kbit/sの低複雑度符号化方式）である。
G.722.1 Annex C（あるいは G.722.1C）は G.722.1 から派生した拡張モードで、 G.722.1 の倍の 14 kHz（サンプリング周波数 32kHz）の音声信号を 24、32、48 kbit/s に符号化できる。この拡張の正式な名称はAnnex C - 14 kHz mode at 24, 32, and 48 kbit/s（アネックスC - 24、32、48 kbit/s の 14 kHz モード）である。

## 概要
ITU-T の音声符号化方式 G.722、およびその派生である G.722.1、G.722.2 は、通常の電話用音声符号化よりサンプリング周波数をあげ高音質化した方式である。G.722.2が低ビットレートを目指したものなのに対し、G.722.1 はG.722とG.722.2の中間程度のビットレートで処理の複雑度を低くした（～14固定小数点MIPS、 ～ 2から9浮動小数点MIPS）方式である。
ビデオ会議システムやインターネットでのストリーミングの用途のために開発された符号化方式で、知覚符号化（（perceptual audio coding））の一種である変換符号化（transeform coding）を用い、特定の音声モデルを使わないため音楽など音声以外の信号に対しても問題なく符号化ができる。
コーデックの入出力は、G.722と同様、14ビット～16ビット長、サンプリング周波数 16kHzで、 50 Hz-7 kHzの信号を Modulated Lapped Transform （MLT）と呼ばれる変換を用いて、帯域幅 500Hz の 14 の領域に分割し、それぞれを領域をカテゴリー分けして最適なビット数を割り当てることで全体のビット数を削減する。使われるアルゴリズムとして、ポリコム社が開発した PT716plus というアルゴリズムのサブセットが規格として採用された。
G.722.1 Annex C は、G.722.1 と同じアルゴリズムをベースにしながら、サンプリング周波数を倍の 32kHz にし、帯域幅 500Hz の 28 の領域に分割してビット割り当てを行うようにしたものである。これはポリコム社が開発した Siren 14 というアルゴリズムのサブセットである。
インターネット上での RTP による G.722.1（Annex C を含む）のペイロードの形式は RFC5577 で定義されている。

## 用途
以下のような用途に使うことができる。
- 高音質のIP電話ビデオ会議システム
- 音楽ストリーミング
- ビデオ会議含む会議システム
- オーディオ録音
- ボイスメール

など